# Acnephalum quadratum
Acnephalum quadratum är en tvåvingeart som först beskrevs av Christian Rudolph Wilhelm Wiedemann 1828.  Acnephalum quadratum ingår i släktet Acnephalum och familjen rovflugor. Inga underarter finns listade i Catalogue of Life.